# Mitch e Squalo
Mitch (Giovanni Mencarelli) e Squalo (Marco Iaconianni) sono due DJ, conduttori radiofonici e musicisti italiani, attualmente uno è in onda su Radio 105, Mitch nel programma Tutto esaurito mentre Squalo ex componente del programma Lo Zoo di 105 ha lasciato lo zoo nel 2020.  Musicalmente hanno progetti musicali individuali.

## Storia del gruppo
I soprannomi Mitch & Squalo sono stati attribuiti loro da Francesco Facchinetti e Claudio Cecchetto, con il quale iniziano a lavorare presso il nuovo canale satellitare 102.5 Hit Channel, radio RTL 102.5 e tv RTL 102.5 TV.
Nel 2003 sono parte della Gruppazza, il gruppo di dj Francesco, che affiancano anche in Bella di Cd-Rai su Rai 2.
Nel 2004, slegati da Dj Francesco, diventano webjay, ovvero conduttori dei primi programmi televisivi in onda sul web. Approdano su Alice live in onda all'interno del portale di Rossoalice come conduttori e autori di un programma dal nome Crazy Street. Quest'ultimo nasce come trasmissione rivolta ad un pubblico che si vuole divertire indipendentemente dall'età. Svariati ospiti (attori, cantanti, calciatori, comici, conduttori, dj ecc…) intervengono al programma e si cimentano nelle esilaranti prove proposte dalla coppia, esibendosi in simpatiche performance live.
Nel 2005 presentano, per Sky Sport 2, nei palazzetti italiani e svizzeri, il Wrestling EWF, e, successivamente, il Telethon a Reggio Calabria.
Nel 2006 esce La chance, il primo singolo “canzone d'amore” in collaborazione con Anna Tatangelo. Verso la fine dello stesso anno, Mitch e Squalo realizzano la colonna sonora del film di Natale Olé, di Carlo Vanzina, la cover in versione rap del celebre successo No Controles degli Olé Olé insieme a Francesca Lodo.
L'anno successivo esce un nuovo singolo ed il suo relativo video, dal titolo Che storia la storia, un racconto in chiave musicale della storia della musica italiana vista da Mitch e Squalo. È il primo brano interamente composto da titoli e citazioni di cantanti famosi e canzoni italiane. In estate, Mitch e Squalo si muovono per tutta Italia in tour. In autunno riparte la stagione televisiva di Crazy Street.
Nel 2008 sono autori e presentatori del programma tv Your Space, in onda su Sky 869. A febbraio sono conduttori dell'evento Independent Music Day durante il Festival di Sanremo, evento trasmesso via televisione e radio promosso da Povia e Baccini.
A marzo approdano a Radio 105 per il programma Tutto esaurito, condotto insieme a Marco Galli tutti i giorni dalle 7 alle 10.00 del mattino, consacrando la trasmissione radiofonica con un record di ascolti, mai ottenuto da una radio privata. A novembre iniziano la nuova collaborazione con la Cama Records e con la nuova etichetta di produzione esce Batticuore, al quale partecipa anche Daniele Stefani, che ottiene un buon successo nelle trasmissioni in radio (il brano rimane tra i 50 e i 100 brani più trasmessi sino a marzo 2009).
Nel 2009 esce il nuovo singolo E vado al mare. A fine dicembre esce il primo album del duo, M&S World, che contiene anche un brano featuring Giuseppe Povia, dal titolo Insegui i sogni tuoi.
Esce a giugno 2010 il nuovo album Su le mani con una serie di inediti e remix, anticipato dal singolo Boom Boom che diventa colonna sonora per una serie di video sociali realizzati da Gaetano Morbioli, di cui successivamente è uscita anche una versione remix presentata in occasione alla serata milanese con Bob Sinclar.
In collaborazione con il Ministro della Gioventù Giorgia Meloni, il brano è parte integrante del progetto omonimo di prevenzione e informazione contro le droghe. Nel dicembre 2010 esce lo street video di Parla sparla, brano a favore delle minoranze e contro le discriminazioni sociali.
Durante l'estate 2011 Mitch e Squalo duettano con Snoop Dogg. L'occasione è la versione italiana del brano Closer, successo internazionale di Ekow (figlio di Stevie Wonder).
Nel 2012 conducono insieme a Ylenia Baccaro il programma iLIKE 105 su ILIKE.TV, canale 170 di Sky.
Fino al 2018 hanno condotto insieme il programma Tutto esaurito su Radio 105, insieme a Marco Galli. A partire dal 2018, il solo Mitch continua a condurre il programma mattutino, mentre Squalo era passato a Lo Zoo di 105 di Marco Mazzoli.

## Discografia

### Album
- 2009 - M&S World
- 2010 - Su le mani

### Singoli
- 2006/07 - La chance
- 2006/07 - No Controles (colonna sonora del film Olé di Carlo Vanzina)
- 2007/08 - Che storia la storia
- 2007- Brucia feat Emma
- 2008/09 - Batticuore
- 2009 - E vado al mare (partecipa Pizza)
- 2009 - Insegui i sogni tuoi feat Giuseppe Povia
- 2010 - Boom Boom Original e Boom Boom Remix
- 2010 - Street Video parla sparla (partecipano Lea di Leo e Pizza)
- 2011 - Closer Remix feat. Ekow & Snoop Dogg

### Galleria d'immagini

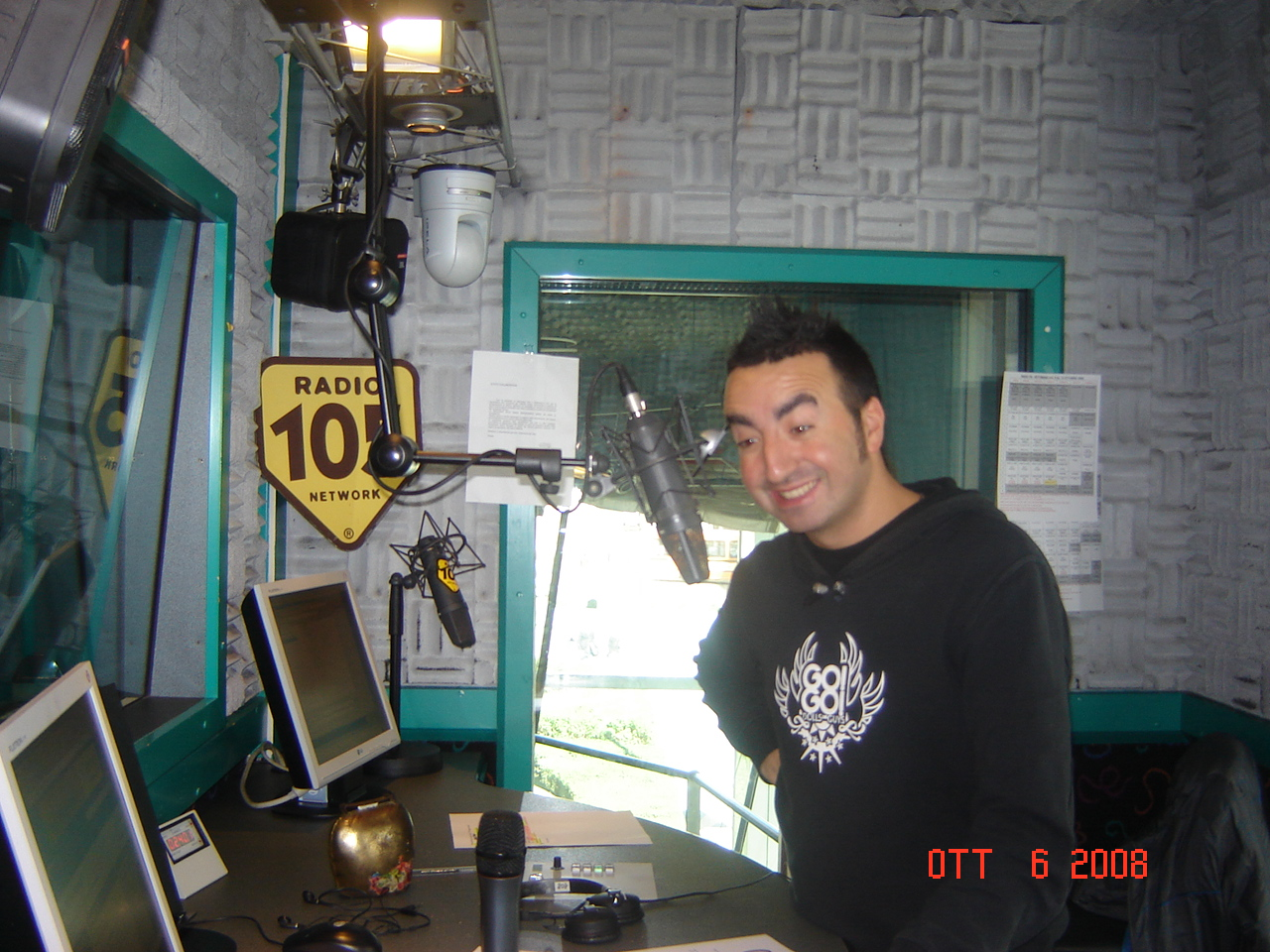
Squalo
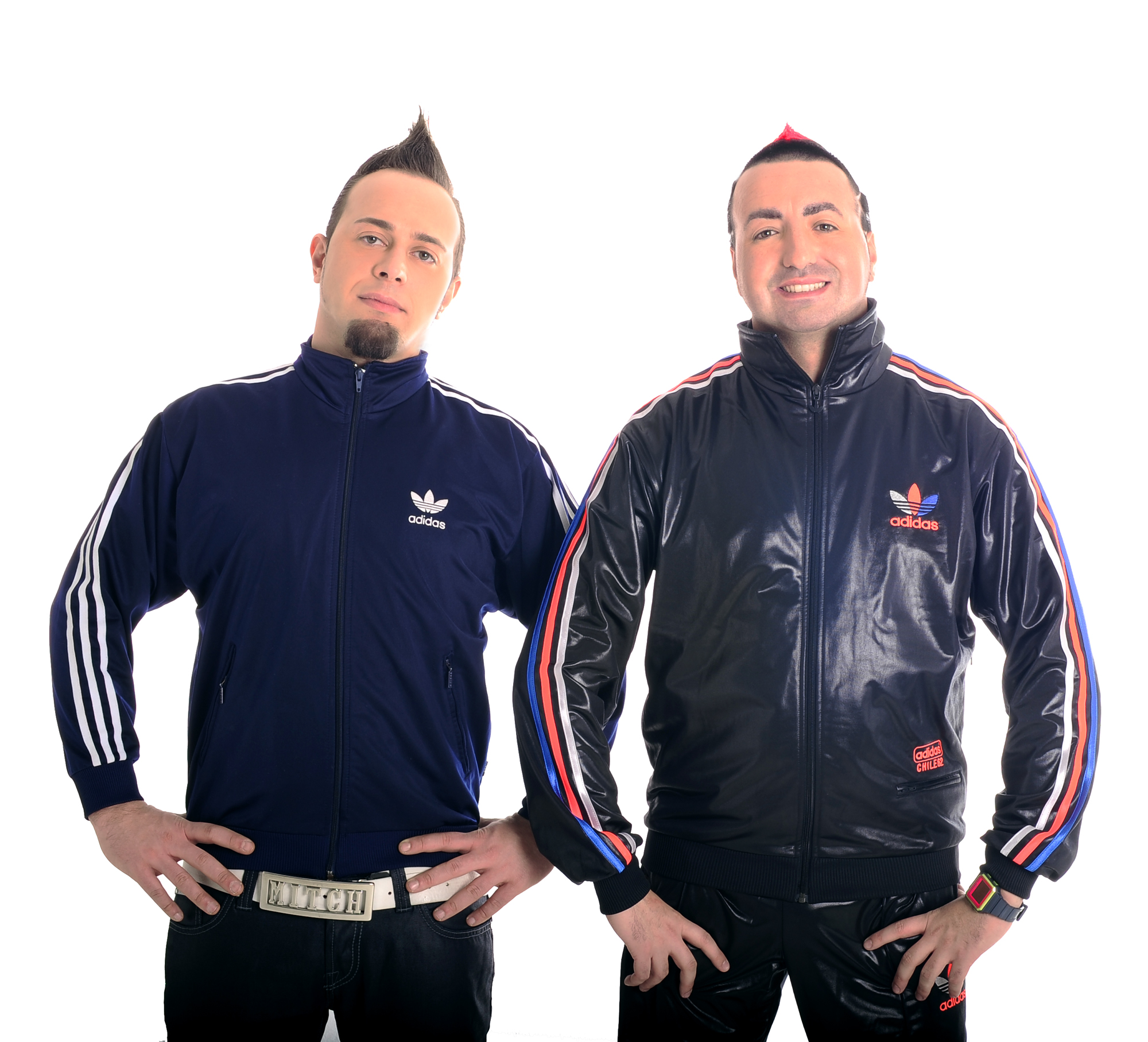
Mitch e Squalo